# Francisco Neto
Francisco Miguel Conceição Roque Neto (* 11. Juli 1981 in Mortágua) ist ein portugiesischer Fußballtrainer, der seit 2014 die portugiesische Mannschaft der Frauen in über 100 Länderspielen betreut und sie erstmals zur Fußball-Europameisterschaft der Frauen 2017 führte.

## Trainertätigkeit
2007 wurde er zum technischen Koordinator beim AF Viseu und begann parallel ein Praktikum bei der portugiesischen Mannschaft der Frauen unter Trainerin Mónica Jorge, als die Mannschaft am Algarve-Cup teilnahm. Er übernahm das Amt des Torwarttrainers bis 2010. Es folgte ein Engagement in Indien. Im Februar 2014 wurde er Trainer der Frauen-Nationalmannschaft. Beim Algarve-Cup 2014 trainierte er erstmals die Mannschaft, die das erste Gruppenspiel gegen Österreich gewann, das Spiel um Platz 11 aber gegen sie verlor. In der Qualifikation für die WM 2015 erreichte seine Mannschaft den vierten Platz. Besser lief es in der Qualifikation für die EM 2017. Durch Siege gegen Finnland (3:2) und Irland (1:0) in den beiden letzten Spielen zogen sie mit den punktgleichen Finninnen gleich, hatten aber den direkten Vergleich gewonnen (3:2 und 0:0) gewonnen, so dass die Portugiesinnen als schlechtester Gruppenzweiter gegen den zweitschlechtesten Gruppenzweiten Rumänien um das letzte EM-Ticket spielten. Nach einem torlosen Heimspiel reichte ihnen ein 1:1 in Rumänien im Rückspiel um aufgrund der Auswärtstorregel erstmals die EM-Endrunde zu erreichen. Hier verloren sie das Auftaktspiel gegen die Spanierinnen mit 0:2, nach einem 2:1-Sieg gegen Schottland und einer 1:2-Niederlage gegen England waren sie punktgleich mit den Spanierinnen und Schottinnen, schieden aber aufgrund des direkten Vergleichs als Gruppenletzte aus. In der anschließenden Qualifikation für die WM 2019 wurden die Portugiesinnen Dritte hinter Italien und Belgien. Die Qualifikation für die EM 2022 schlossen sie erneut als Gruppenzweite ab, diesmal aber als fünftbester Gruppenzweiter und verloren dabei nur das Spiel beim Gruppensieger Finnland. In den Play-offs der schlechteren Gruppenzweiten trafen die Portugiesinnen auf Russland. Nach einer 0:1-Niederlage im Heimspiel kamen sie in Moskau nur zu einem torlosen Remis und hatten damit eigentlich die Endrunde verpasst. Am 24. Februar 2022 überfiel Russland aber die Ukraine, worauf die russischen Mannschaften zunächst von UEFA und FIFA gesperrt wurden. Am 2. Mai 2022 erklärte die UEFA, dass Portugal den Platz der russischen Mannschaft bei der EM-Endrunde erhält. So können die Portugiesinnen doch zum zweiten Mal an der EM-Endrunde teilnehmen, wo sie auf Titelverteidiger Niederlande, Schweden und die Schweiz treffen werden.
Am 25. November 2021 betreute er beim 4:0-Sieg in der Qualifikation für die WM 2023 gegen Israel zum 100. Mal die Mannschaft. Im Februar 2023 gelang der von ihm betreuten Mannschaft mit dem Sieg gegen Kamerun in einem Finale der interkontinentalen Play-Offs die erstmalige Qualifikation für eine WM-Endrunde, die im Sommer in Australien und Neuseeland stattfinden soll.